# 250

## Починали
- 20 януари – Фабиан, римски папа